# دواس بن حمد بن عبد الله آل معمر
الأمير دواس ابن الأمير حمد ابن الأمير عبد الله آل معمر ثامن أمراء إمارة العيينة وقد تولى الحكم بعد مقتل عمه الأمير ناصر إثر خلاف حول دعم الشريف زيد بن محسن في غزوه لبلدة سدير والتي دعمها الأمير دواس بعد توليه الحكم بثلاث مئة حمل من الأطعمة وأمواله، ولم يطل حكمه حيث قتل على يد أبناء عمه المعروفين بآل محمد.